# 福岡女子大学
福岡女子大学（ふくおかじょしだいがく、英語: Fukuoka Women's University）は、福岡県福岡市東区に本部を置く公立大学。1923年に福岡県女子専門学校として創立、1950年に設置された。大学の略称は福女大（ふくじょだい）。

## 概観
日本で最初の公立女子専門学校である福岡県女子専門学校を起源とし、学制改革を経た1950年に、県立の女子大学として設立。公立の女子大学は、他には群馬県立女子大学のみである。
2学部2研究科が設置されていたが（2011年度以降、文学部・人間環境学部の募集停止）、2006年度以降、福岡県に於ける大学の法人化に伴い、女子大学としての特徴を残しつつ、学校制度の抜本改編作業に則り、2011年度より公立大学法人福岡女子大学となる。現在、国際文理学部の1学部3学科、2研究科。

## 沿革

### 年表
- 1923年4月17日 - 福岡県立女子専門学校開校。文科と家政科を設置。校舎は福岡市須崎裏町、現在の中央区天神五丁目・福岡県立美術館の位置にあった。
- 1925年 福岡県女子専門学校と改称。
- 1937年1月27日 - 本館校舎、寄宿舎などが火災により焼失[1]。講堂と体育館は残ったが、天神二丁目・現在の新天町のある地に仮設のキャンパスを設置して対応。
- 1945年6月19日 - 天神二丁目の校舎が福岡大空襲で消失、再び須崎裏に校舎を設置。
- 1950年
  - 2月20日 - 大学設置認可。
  - 4月 - 福岡県立福岡女子大学開学。学芸学部（国文学科・英文学科・生活科学科）設置。
- 1951年 - 香住ヶ丘の現在地（旧制香椎中学校跡地）に校舎を移転。
- 1953年11月7日 - 香椎（香住ヶ丘）に移転完了。
- 1954年 - 学芸学部を文学部（国文学科・英文学科）と家政学部（家政学科食物学専攻・被服学専攻・家庭理学科）に改組。
- 1993年 - 大学院文学研究科国文学専攻修士課程、英文学専攻修士課程設置。
- 1995年 - 家政学部を人間環境学部（健康理学部・栄養健康科学科・生活環境学科）に改組。
- 1997年 - 大学院文学研究科英文学専攻に博士後期課程設置し、修士課程を博士前期課程とする。
- 2000年 - 大学院人間環境学研究科環境理学専攻修士課程、栄養健康科学専攻修士課程、生活環境学専攻修士課程設置。
- 2006年 - 大学設置者が福岡県に。公立大学法人福岡女子大学となる。
- 2011年 - 文学部と人間環境学部を国際文理学部（国際教養学科、環境科学科、食・健康学科）に改組。
- 2015年 - 大学院人文社会科学研究科言語文化専攻修士課程、社会科学専攻修士課程と人間環境科学研究科人間健康科学専攻修士課程を設置。
- 2017年 - 大学院人文社会科学研究科言語文化専攻博士後期課程、社会科学博士後期課程と人間環境科学研究科人間環境科学専攻博士後期課程を設置。

## 教育および研究

### 組織

#### 学部
- 国際文理学部
  - 国際教養学科
    - 日本言語文化コース
    - 欧米言語文化コース
    - 東アジア地域研究コース
    - 国際関係コース
    - 国際経済・マネジメントコース

  - 環境科学科
    - 環境物質コース
    - 環境生命コース
    - 環境生活コース
    - 国際環境政策コース

  - 食・健康学科

#### 大学院
- 人文社会科学研究科
  - 言語文化専攻
  - 社会科学専攻

- 人間環境科学研究科
  - 人間環境科学専攻
    - 環境自然科学領域
    - 栄養健康科学領域
    - 環境マネジメント領域（博士前期課程のみ）

## 学生生活
大学1年次は、キャンパス内の施設で寮生活をすることが義務付けられている。
戸籍上は男性であっても女性であると自覚するトランスジェンダーの学生を2029年度入学（2028年度受験）から受け入れることが2025年7月に発表された。トランスジェンダーの学生を受け入れている女子大学は2025年7月時点で全国に6校あり、九州では本学が初となる予定である。本学では全寮制が義務付けられていることもあって批判的な声が挙がっており、本学はトランスジェンダー学生のための個室を学生寮の隣に整備する方針であると説明している。

## 対外関係
協定締結機関等
- 福岡県
  - 海外事務所（上海、香港、バンコク、サンフランシスコ）
- EU本部
  - EUIJ九州
- オックスフォード大学出版局（辞書部門）

国際・学術交流等協定校
- アメリカ合衆国
  - カリフォルニア州立大学ノースリッジ校
- 中国
  - 中国医科大学
  - 同済大学外国語学院及び女子学院
  - 大連大学
- 韓国
  - 梨花女子大学校
  - 釜山外国語大学校
  - 東亜大学校
- 台湾
  - 淡江大学
- ベトナム
  - ベトナム国家大学ハノイ校
- ニュージーランド
  - オークランド大学
- インドネシア
  - ガジャルマダ大学
  - ダルマ・プルサダ大学
- タイ
  - チュラロンコーン大学
  - タマサート大学
  - マヒドン大学教養学部
- スリランカ
  - ペラデニヤ大学
- インド
  - レディー・シュリ・ラム大学
- ウズベキスタン
  - タシケント国立東洋大学
- ドイツ
  - ルートヴィッヒ・マクシミリアン大学（ミュンヘン大学）
- ベルギー
  - ルーバン大学
- イギリス
  - マンチェスター大学人文学部
- アイスランド
  - アイスランド大学
- デンマーク
  - コペンハーゲン大学人文学部
- スウェーデン
  - ルンド大学
- ポーランド
  - ワルシャワ大学地理及び地域研究学部
  - ポーランド科学アカデミー地理及び空間組織学研究所

## 大学関係者と組織

### 大学関係者一覧
- 福岡女子大学の人物一覧